# Carukia
Carukia Southcott, 1967 è un genere di cubomedusa della famiglia Carukiidae. Le cubomeduse del genere Carukia sono capaci di trasmettere per contatto la sindrome di Irukandji, una serie di dolorosi effetti e serie intossicazioni che possono apparire ore dopo il contatto.

## Descrizione
Come in tutti membri della famiglia Carukiidae, nelle Carukia  sono assenti i filamenti gastrici e la nicchia di ogni ropalio è aggrottata e dispone di corna.  Le dimensioni delle meduse Carukia sono particolarmente ridotte e non superano i 2 cm di altezza della campana. Le meduse nuotano attivamente, cacciando le loro prede (principalmente larve di crostacei e di pesci), ma le loro dimensioni ridotte le impediscono sforzi troppo importanti, come nuotare contro corrente.

## Tossicità
La C. barnensi è stata la prima medusa Irukandji ad essere raccolta e classificata, nel 1967 da Southcott, dopo che questo tipo di sindrome fosse stata identificata nel 1961 da Jack Barnes.
Il meccanismo all'origine della sindrome di Irukandji potrebbe essere stato presente in un antenato comune delle meduse Carybdeida, dato che molte meduse di questo ordine sono capaci di trasmettere la sindrome o sintomi simili. La capacità di causare la sindrome di Irukandji 
sarebbe stata perduta in seguito, tipicamente lungo i lignaggi genetici che hanno portato alle famiglie Carybdeidae e Tripedaliidae.